# Microglanis
Microglanis es un género de pequeños peces de agua dulce de la familia Pseudopimelodidae en el orden Siluriformes. Sus 25 especies habitan en aguas templado-cálidas y cálidas de América del Sur, y son denominadas comúnmente bagres. La especie que alcanza mayor longitud (Microglanis ater) apenas ronda los 8 cm de largo total.

## Distribución
Microglanis habita en aguas cálidas y templado-cálidas de América del Sur. Tiene la distribución más amplia dentro de la familia Pseudopimelodidae, habitando desde la vertiente occidental de los Andes en Ecuador y Perú, hasta Venezuela y los drenajes atlánticos de las Guayanas por el norte, y por el noreste alcanza los cursos fluviales costeros del este de Brasil comprendidos entre el río São Francisco y el río Paraíba do Sul. Además, está presente en las grandes cuencas del subcontinente: la del Amazonas, la del Orinoco, y la del Plata, llegando hacia el sur hasta las altas cuencas  de los ríos Paraguay, Paraná y Uruguay.

## Taxonomía

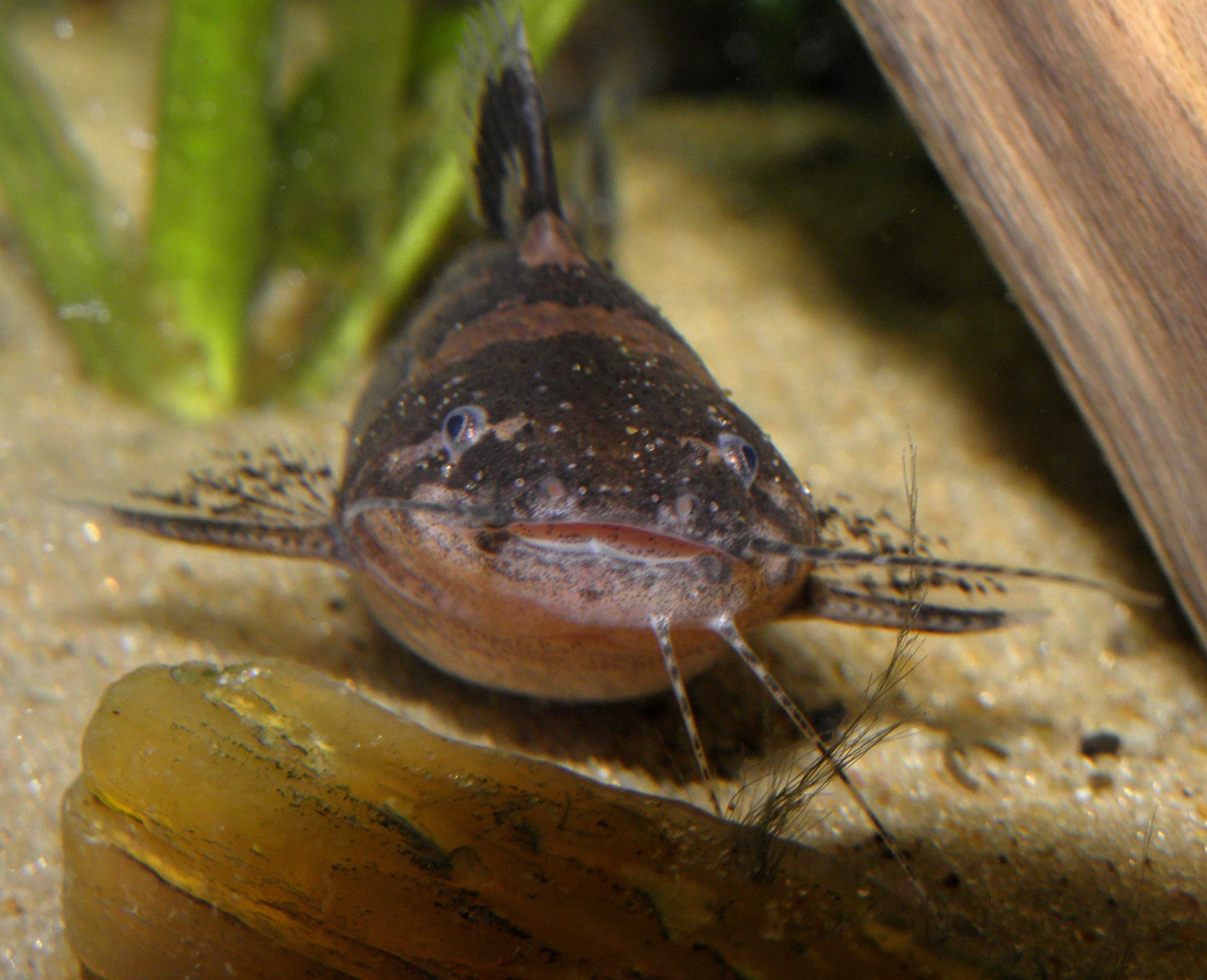
Un ejemplar perteneciente al género Microglanis.

Este género fue descrito originalmente en el año 1912 por el ictiólogo estadounidense, nacido en Alemania, Carl H. Eigenmann.
Especies
Este género se subdivide en 24 especies vivientes:
- Microglanis ater C. G. E. Ahl, 1936
- Microglanis carlae Vera Alcaraz, da Graҫa & Shibatta, 2008[4]
- Microglanis cibelae L. R. Malabarba & Mahler, 1998
- Microglanis cottoides (Boulenger, 1891)
- Microglanis eurystoma L. R. Malabarba & Mahler, 1998
- Microglanis garavelloi Shibatta & Benine, 2005
- Microglanis iheringi A. L. Gomes, 1946
- Microglanis leniceae Shibatta, 2016[5]
- Microglanis leptostriatus H. Mori & Shibatta, 2006[6]
- Microglanis lucenai Albornoz, Bartzen & Malabarba, 2024
- Microglanis malabarbai Bertaco & A. R. Cardoso, 2005
- Microglanis minutus Ottoni, Mattos & M. A. Barbosa, 2010
- Microglanis nigripinnis Bizerril & Peres-Neto, 1992
- Microglanis nigrolineatus Terán, Jarduli, Alonso, Mirande & Shibatta, 2016[7]
- Microglanis oliveirai Ruiz & Shibatta, 2011
- Microglanis parahybae (Steindachner, 1880)
- Microglanis pataxo Sarmento-Soares, Martins-Pinheiro, Aranda & Chamon, 2006[8]
- Microglanis pellopterygius Mees, 1978
- Microglanis poecilus C. H. Eigenmann, 1912
- Microglanis robustus Ruiz & Shibatta, 2010
- Microglanis secundus Mees, 1974
- Microglanis variegatus C. H. Eigenmann & Henn, 1914
- Microglanis xylographicus Ruiz & Shibatta, 2011
- Microglanis zonatus C. H. Eigenmann & W. R. Allen, 1942